# IC 4915
IC 4915 је елиптична галаксија у сазвјежђу Телескоп која се налази на листи објеката дубоког неба у Индекс каталогу.
Деклинација објекта је - 52° 38' 33" а ректасцензија 19h 58m 31,9s. Привидна величина (магнитуда) објекта IC 4915 износи 13,8 а фотографска магнитуда 14,8. IC 4915 је још познат и под ознакама ESO 185-38, FAIR 876, AM 1954-524, PGC 63909.